# Nepálská kuchyně

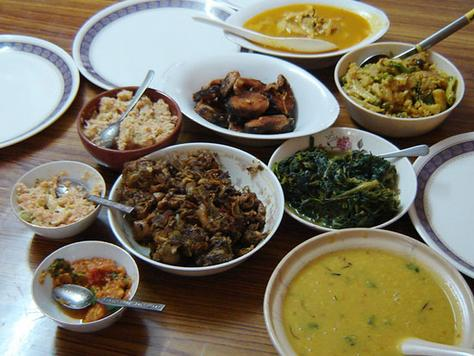
Stůl plný tradičních nepálských pokrmů

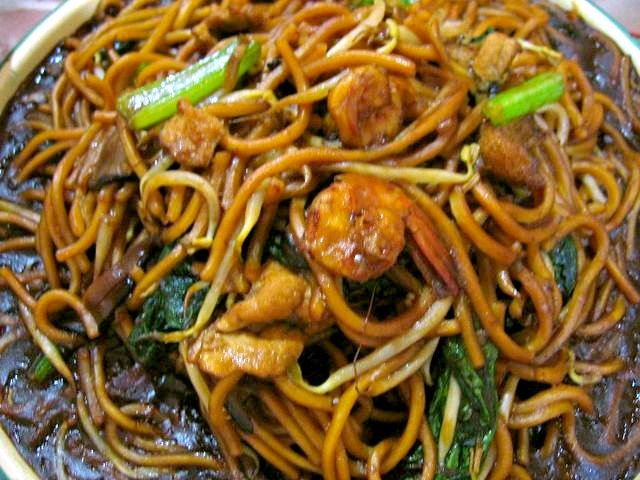
Chow mein

Nepálská kuchyně je velmi rozmanitá a skládá se z mnoha různých kuchařských stylů každého regionu. Je ovlivněna tibetskou, čínskou, bhútánskou a indickou kuchyní.

## Tradiční pokrmy

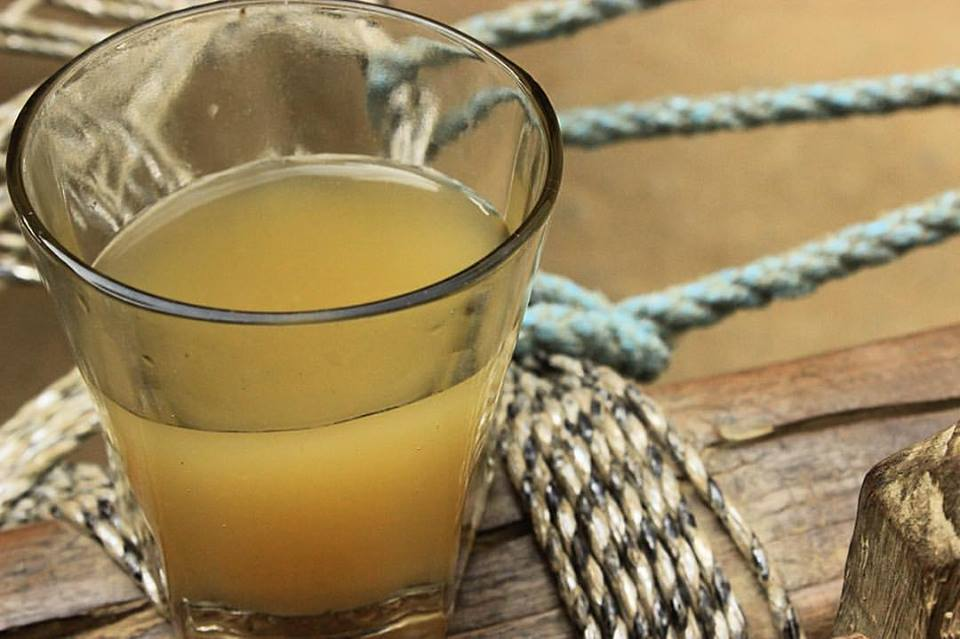
Tradiční nepálské rýžové víno

Po celém Nepálu se konzumuje dál bhat tarkari (दाल भात तरकारी). Nejpopulárnějším jídlem nepálské kuchyně je v Nepálu i v cizině jednoznačně chow mein, které bylo převzato z čínské kuchyně. Jsou to osmažené nudle s masem a zeleninou. Dalším oblíbeným pokrmem jsou knedlíčky momo, nadívané býčím nebo kuřecím masem. Jako polévka se nejčastěji podává dhal, z čočky a indického koření. Nejoblíbenějším nápojem je rýžové víno.

## Etiketa

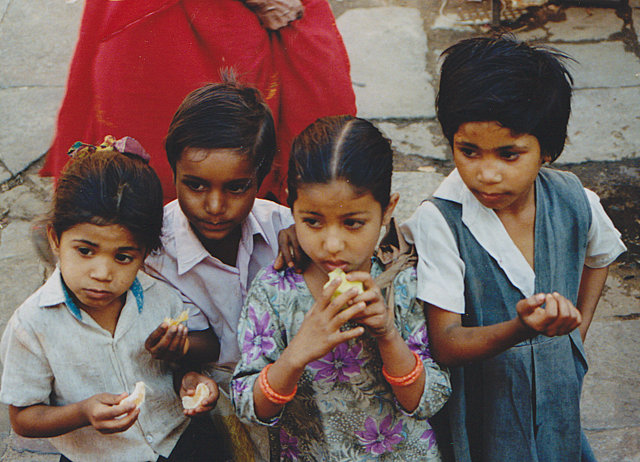
Nepálské děti jedí ovoce

Jídlo se jí vždy pravou rukou, nejčastější faux pas cizinců je jezení levou rukou, která se pokládá za nečistou a nesmí se jídla ani dotýkat. Ruce musí být před jídlem důkladně umyté a ústa vyčištěna. Je zvykem si po jídle umýt rty.